# Rusko-estonski sporazum iz Tartua
Sporazum iz Tartua (est.: Tartu rahu) mirovni je sporazum potpisan 2. veljače 1920. godine u Tartuu između Republike Estonije i Ruske SFSR, a kojim je okončan Estonski rat za neovisnost. Sporazumom se sovjetska Rusija obvezala odreći svih teritorijalnih pretenzija nad Estonijom te je priznala njezinu proglašenu neovisnost. Ratifikacije sporazuma razmijenjene su 30. ožujka 1920. godine u Moskvi, a sporazum je 12. srpnja 1922. deponiran pri Ligi naroda.
Mirovni sporazum okončao je Estonski rat za neovisnost i zajamčio rusko priznanje estonske neovisnosti. Uz to, dogovorena je granica na rijeci Narvi, a estonskom je stanovništvu dozvoljen povratak u domovinu, kao i ruskom. Sva pokretna imovina koju su Rusi odnijeli iz Estonije tijekom Prvog svjetskog rata trebala je biti vraćena Estoniji. Ruska SFSR također je pristala otpisati cjelokupni estonski carski dug te isplatiti Estoniji 15 milijuna zlatnih rublji kao njihov postotak zlatnih rezervi bivšeg Ruskog Carstva. Također, Rusija je pristala dati Estoniji koncesiju nad dijelom svojih šuma kako bi se izgradila pruga od estonske granice do Moskve.
Sporazum je imao značaj kako za Estoniju, kojom je ona i de iure međunarodno priznata, ali i za status Ruske SFSR, koja također nije bila međunarodno priznata; sam Lenjin bio je izrazito zadovoljan sporazumom. Ipak, sovjetska Rusija nikada nije ispunila sve obećane stavke sporazuma. Primjerice, muzejske zbirke Sveučilišta u Tartuu još se uvijek nalaze u Voronježu, a i povratak Estonaca u domovinu bio je opstruiran. Također, tijekom Drugog svjetskog rata, Sovjetski Savez nanovo je anektirao Estoniju i ostale Baltičke zemlje. Uz to, dio teritorija koji je prema sporazumu pripao Estoniji danas je dio Ruske Federacije.

## Vanjske poveznice
- Text of the treaty
- Which Continuity: The Tartu Peace Treaty of 2 February 1920, the Estonian–Russian Border Treaties of 18 May 2005, and the Legal Debate about Estonia’s Status in International Law